# Список астероїдів (10401—10500)
| Назва                                    | Тимчасове позначення | Дата відкриття    | Місце відкриття                     | Відкривач                                              |
| ---------------------------------------- | -------------------- | ----------------- | ----------------------------------- | ------------------------------------------------------ |
| (10401) 1997 VD3                         | 1997 VD3             | 6 листопада 1997  | Обсерваторія Оїдзумі                | Такао Кобаяші                                          |
| (10402) 1997 VS5                         | 1997 VS5             | 8 листопада 1997  | Обсерваторія Оїдзумі                | Такао Кобаяші                                          |
| 10403 Марсельґрюн (Marcelgrun)           | 1997 WU3             | 22 листопада 1997 | Обсерваторія Клеть                  | Яна Тіха, Мілош Тіхі                                   |
| 10404 Маккол (McCall)                    | 1997 WP14            | 22 листопада 1997 | Обсерваторія Кітт-Пік               | Spacewatch                                             |
| 10405 Йосіакі (Yoshiaki)                 | 1997 WT23            | 19 листопада 1997 | Обсерваторія Наніо                  | Томімару Окуні                                         |
| (10406) 1997 WZ29                        | 1997 WZ29            | 24 листопада 1997 | Обсерваторія Кушіро                 | Сейджі Уеда, Хіроші Канеда                             |
| (10407) 1997 WS32                        | 1997 WS32            | 29 листопада 1997 | Сокорро (Нью-Мексико)               | LINEAR                                                 |
| (10408) 1997 WL44                        | 1997 WL44            | 29 листопада 1997 | Сокорро (Нью-Мексико)               | LINEAR                                                 |
| (10409) 1997 WP44                        | 1997 WP44            | 29 листопада 1997 | Сокорро (Нью-Мексико)               | LINEAR                                                 |
| (10410) 1997 XR9                         | 1997 XR9             | 4 грудня 1997     | Станція Сінлун                      | SCAP                                                   |
| (10411) 1997 XO11                        | 1997 XO11            | 15 грудня 1997    | Станція Сінлун                      | SCAP                                                   |
| 10412 Цукуйомі (Tsukuyomi)               | 1997 YO4             | 21 грудня 1997    | Обсерваторія Наті-Кацуура           | Йошісада Шімідзу, Такеші Урата                         |
| 10413 Панзеккі (Pansecchi)               | 1997 YG20            | 29 грудня 1997    | Обсерваторія Сан-Вітторе            | Обсерваторія Сан-Вітторе                               |
| (10414) 1998 QJ37                        | 1998 QJ37            | 17 серпня 1998    | Сокорро (Нью-Мексико)               | LINEAR                                                 |
| 10415 Малий Лошинь (Mali Losinj)         | 1998 UT15            | 23 жовтня 1998    | Вішнянська обсерваторія             | Корадо Корлевич                                        |
| 10416 Kottler                            | 1998 VA32            | 14 листопада 1998 | Сокорро (Нью-Мексико)               | LINEAR                                                 |
| (10417) 1998 WA23                        | 1998 WA23            | 18 листопада 1998 | Сокорро (Нью-Мексико)               | LINEAR                                                 |
| (10418) 1998 WZ23                        | 1998 WZ23            | 25 листопада 1998 | Сокорро (Нью-Мексико)               | LINEAR                                                 |
| (10419) 1998 XB4                         | 1998 XB4             | 11 грудня 1998    | Обсерваторія Оїдзумі                | Такао Кобаяші                                          |
| (10420) 1998 YB12                        | 1998 YB12            | 27 грудня 1998    | Обсерваторія Оїдзумі                | Такао Кобаяші                                          |
| 10421 Далматін (Dalmatin)                | 1999 AY6             | 9 січня 1999      | Вішнянська обсерваторія             | Корадо Корлевіч                                        |
| (10422) 1999 AN22                        | 1999 AN22            | 14 січня 1999     | Станція Сінлун                      | SCAP                                                   |
| 10423 Дайчич (Dajcic)                    | 1999 BB              | 16 січня 1999     | Вішнянська обсерваторія             | Корадо Корлевіч                                        |
| 10424 Ґайяр (Gaillard)                   | 1999 BD5             | 20 січня 1999     | Коссоль                             | ODAS                                                   |
| 10425 Ландферман (Landfermann)           | 1999 BE6             | 20 січня 1999     | Коссоль                             | ODAS                                                   |
| 10426 Чарліроуз (Charlierouse)           | 1999 BB27            | 16 січня 1999     | Обсерваторія Кітт-Пік               | Spacewatch                                             |
| 10427 Клінкенберг (Klinkenberg)          | 2017 P-L             | 24 вересня 1960   | Паломарська обсерваторія            | К. Й. ван Гаутен, І. ван Гаутен-Ґроневельд, Т. Герельс |
| 10428 Вандерс (Wanders)                  | 2073 P-L             | 24 вересня 1960   | Паломарська обсерваторія            | К. Й. ван Гаутен, І. ван Гаутен-Ґроневельд, Т. Герельс |
| 10429 ван Верден (van Woerden)           | 2546 P-L             | 24 вересня 1960   | Паломарська обсерваторія            | К. Й. ван Гаутен, І. ван Гаутен-Ґроневельд, Т. Герельс |
| 10430 Мартшмідт (Martschmidt)            | 4030 P-L             | 24 вересня 1960   | Паломарська обсерваторія            | К. Й. ван Гаутен, І. ван Гаутен-Ґроневельд, Т. Герельс |
| 10431 Поташ (Pottasch)                   | 4042 P-L             | 24 вересня 1960   | Паломарська обсерваторія            | К. Й. ван Гаутен, І. ван Гаутен-Ґроневельд, Т. Герельс |
| 10432 Уллішварц (Ullischwarz)            | 4623 P-L             | 24 вересня 1960   | Паломарська обсерваторія            | К. Й. ван Гаутен, І. ван Гаутен-Ґроневельд, Т. Герельс |
| 10433 Понсен (Ponsen)                    | 4716 P-L             | 24 вересня 1960   | Паломарська обсерваторія            | К. Й. ван Гаутен, І. ван Гаутен-Ґроневельд, Т. Герельс |
| 10434 Тінберґен (Tinbergen)              | 4722 P-L             | 24 вересня 1960   | Паломарська обсерваторія            | К. Й. ван Гаутен, І. ван Гаутен-Ґроневельд, Т. Герельс |
| 10435 Тієрд (Tjeerd)                     | 6064 P-L             | 24 вересня 1960   | Паломарська обсерваторія            | К. Й. ван Гаутен, І. ван Гаутен-Ґроневельд, Т. Герельс |
| 10436 Янвіллемпел (Janwillempel)         | 6073 P-L             | 24 вересня 1960   | Паломарська обсерваторія            | К. Й. ван Гаутен, І. ван Гаутен-Ґроневельд, Т. Герельс |
| 10437 ван дер Круйт (van der Kruit)      | 6085 P-L             | 24 вересня 1960   | Паломарська обсерваторія            | К. Й. ван Гаутен, І. ван Гаутен-Ґроневельд, Т. Герельс |
| 10438 Людольф (Ludolph)                  | 6615 P-L             | 24 вересня 1960   | Паломарська обсерваторія            | К. Й. ван Гаутен, І. ван Гаутен-Ґроневельд, Т. Герельс |
| 10439 ван Схотен (van Schooten)          | 6676 P-L             | 24 вересня 1960   | Паломарська обсерваторія            | К. Й. ван Гаутен, І. ван Гаутен-Ґроневельд, Т. Герельс |
| 10440 ван Свінден (van Swinden)          | 7636 P-L             | 17 жовтня 1960    | Паломарська обсерваторія            | К. Й. ван Гаутен, І. ван Гаутен-Ґроневельд, Т. Герельс |
| 10441 ван Рейкефорсел (van Rijckevorsel) | 9076 P-L             | 17 жовтня 1960    | Паломарська обсерваторія            | К. Й. ван Гаутен, І. ван Гаутен-Ґроневельд, Т. Герельс |
| 10442 Бізензо (Biezenzo)                 | 4062 T-1             | 26 березня 1971   | Паломарська обсерваторія            | К. Й. ван Гаутен, І. ван Гаутен-Ґроневельд, Т. Герельс |
| 10443 ван дер Пол (van der Pol)          | 1045 T-2             | 29 вересня 1973   | Паломарська обсерваторія            | К. Й. ван Гаутен, І. ван Гаутен-Ґроневельд, Т. Герельс |
| 10444 де Гевеші (de Hevesy)              | 3290 T-2             | 30 вересня 1973   | Паломарська обсерваторія            | К. Й. ван Гаутен, І. ван Гаутен-Ґроневельд, Т. Герельс |
| 10445 Костер (Coster)                    | 4090 T-2             | 29 вересня 1973   | Паломарська обсерваторія            | К. Й. ван Гаутен, І. ван Гаутен-Ґроневельд, Т. Герельс |
| 10446 Сігбан (Siegbahn)                  | 3006 T-3             | 16 жовтня 1977    | Паломарська обсерваторія            | К. Й. ван Гаутен, І. ван Гаутен-Ґроневельд, Т. Герельс |
| 10447 Бломберґен (Bloembergen)           | 3357 T-3             | 16 жовтня 1977    | Паломарська обсерваторія            | К. Й. ван Гаутен, І. ван Гаутен-Ґроневельд, Т. Герельс |
| 10448 Шавлов (Schawlow)                  | 4314 T-3             | 16 жовтня 1977    | Паломарська обсерваторія            | К. Й. ван Гаутен, І. ван Гаутен-Ґроневельд, Т. Герельс |
| 10449 Такума (Takuma)                    | 1936 UD              | 16 жовтня 1936    | Обсерваторія Ніцци                  | Марґеріт Ложьє                                         |
| 10450 Жирар (Girard)                     | 1967 JQ              | 6 травня 1967     | Астрономічний комплекс Ель-Леонсіто | Карлос Сеско, А. Р. Клемола                            |
| (10451) 1975 SE                          | 1975 SE              | 28 вересня 1975   | Станція Андерсон-Меса               | Г. Л. Джіклас                                          |
| 10452 Зуєв (Zuev)                        | 1976 SQ7             | 25 вересня 1976   | КрАО                                | Черних Микола Степанович                               |
| 10453 Банзан (Banzan)                    | 1977 DY3             | 18 лютого 1977    | Обсерваторія Кісо                   | Хірокі Косаї, Кіїтіро Фурукава                         |
| 10454 Вальєнар (Vallenar)                | 1978 NY              | 9 липня 1978      | Обсерваторія Ла-Сілья               | Ганс-Еміль Шустер                                      |
| 10455 Доннісон (Donnison)                | 1978 NU3             | 9 липня 1978      | Обсерваторія Маунт-Стромло          | Клаес-Інґвар Лаґерквіст                                |
| 10456 Анечка (Anechka)                   | 1978 PS2             | 8 серпня 1978     | КрАО                                | Черних Микола Степанович                               |
| 10457 Сумінов (Suminov)                  | 1978 QE2             | 31 серпня 1978    | КрАО                                | Черних Микола Степанович                               |
| 10458 Сфранке (Sfranke)                  | 1978 RM7             | 2 вересня 1978    | Обсерваторія Ла-Сілья               | Клаес-Інґвар Лаґерквіст                                |
| 10459 Владічайка (Vladichaika)           | 1978 SJ5             | 27 вересня 1978   | КрАО                                | Черних Людмила Іванівна                                |
| (10460) 1978 VK8                         | 1978 VK8             | 7 листопада 1978  | Паломарська обсерваторія            | Е. Гелін, Ш. Дж. Бас                                   |
| (10461) 1978 XU                          | 1978 XU              | 6 грудня 1978     | Паломарська обсерваторія            | Едвард Бовелл, Арчибальд Варнок                        |
| (10462) 1979 KM                          | 1979 KM              | 19 травня 1979    | Обсерваторія Ла-Сілья               | Річард Вест                                            |
| (10463) 1979 MB9                         | 1979 MB9             | 25 червня 1979    | Обсерваторія Сайдинг-Спрінг         | Е. Гелін, Ш. Дж. Бас                                   |
| 10464 Джесі (Jessie)                     | 1979 SC              | 17 вересня 1979   | Гарвардська обсерваторія            | Гарвардська обсерваторія                               |
| (10465) 1980 WE5                         | 1980 WE5             | 29 листопада 1980 | Паломарська обсерваторія            | Ш. Дж. Бас                                             |
| (10466) 1981 ET7                         | 1981 ET7             | 1 березня 1981    | Обсерваторія Сайдинг-Спрінг         | Ш. Дж. Бас                                             |
| (10467) 1981 EZ7                         | 1981 EZ7             | 1 березня 1981    | Обсерваторія Сайдинг-Спрінг         | Ш. Дж. Бас                                             |
| (10468) 1981 EH9                         | 1981 EH9             | 1 березня 1981    | Обсерваторія Сайдинг-Спрінг         | Ш. Дж. Бас                                             |
| (10469) 1981 EE14                        | 1981 EE14            | 1 березня 1981    | Обсерваторія Сайдинг-Спрінг         | Ш. Дж. Бас                                             |
| (10470) 1981 EW18                        | 1981 EW18            | 2 березня 1981    | Обсерваторія Сайдинг-Спрінг         | Ш. Дж. Бас                                             |
| (10471) 1981 EH20                        | 1981 EH20            | 2 березня 1981    | Обсерваторія Сайдинг-Спрінг         | Ш. Дж. Бас                                             |
| (10472) 1981 EO20                        | 1981 EO20            | 2 березня 1981    | Обсерваторія Сайдинг-Спрінг         | Ш. Дж. Бас                                             |
| (10473) 1981 EL21                        | 1981 EL21            | 2 березня 1981    | Обсерваторія Сайдинг-Спрінг         | Ш. Дж. Бас                                             |
| (10474) 1981 EJ23                        | 1981 EJ23            | 3 березня 1981    | Обсерваторія Сайдинг-Спрінг         | Ш. Дж. Бас                                             |
| (10475) 1981 EX28                        | 1981 EX28            | 1 березня 1981    | Обсерваторія Сайдинг-Спрінг         | Ш. Дж. Бас                                             |
| (10476) 1981 EY38                        | 1981 EY38            | 2 березня 1981    | Обсерваторія Сайдинг-Спрінг         | Ш. Дж. Бас                                             |
| (10477) 1981 ET41                        | 1981 ET41            | 2 березня 1981    | Обсерваторія Сайдинг-Спрінг         | Ш. Дж. Бас                                             |
| 10478 Альсабті (Alsabti)                 | 1981 WO              | 24 листопада 1981 | Станція Андерсон-Меса               | Едвард Бовелл                                          |
| 10479 Іцюньчень (Yiqunchen)              | 1982 HJ              | 18 квітня 1982    | Станція Андерсон-Меса               | М. Ватт                                                |
| 10480 Дженіблу (Jennyblue)               | 1982 JB2             | 15 травня 1982    | Паломарська обсерваторія            | Паломарська обсерваторія                               |
| 10481 Єсіпов (Esipov)                    | 1982 QK3             | 23 серпня 1982    | КрАО                                | Черних Микола Степанович                               |
| 10482 Денґрізер (Dangrieser)             | 1983 RG2             | 14 вересня 1983   | Станція Андерсон-Меса               | Едвард Бовелл                                          |
| 10483 Томбьорнс (Tomburns)               | 1983 RP2             | 4 вересня 1983    | Станція Андерсон-Меса               | Едвард Бовелл                                          |
| 10484 Хечт (Hecht)                       | 1983 WM              | 28 листопада 1983 | Станція Андерсон-Меса               | Едвард Бовелл                                          |
| (10485) 1984 SY5                         | 1984 SY5             | 21 вересня 1984   | Обсерваторія Ла-Сілья               | Анрі Дебеонь                                           |
| (10486) 1985 CS2                         | 1985 CS2             | 15 лютого 1985    | Обсерваторія Ла-Сілья               | Анрі Дебеонь                                           |
| 10487 Денпітерсон (Danpeterson)          | 1985 GP1             | 14 квітня 1985    | Паломарська обсерваторія            | Керолін Шумейкер, Юджин Шумейкер                       |
| (10488) 1985 RS1                         | 1985 RS1             | 12 вересня 1985   | Ціммервальдська обсерваторія        | Пауль Вільд                                            |
| (10489) 1985 TJ1                         | 1985 TJ1             | 15 жовтня 1985    | Станція Андерсон-Меса               | Едвард Бовелл                                          |
| (10490) 1985 VL                          | 1985 VL              | 14 листопада 1985 | Обсерваторія Брорфельде             | Поуль Єнсен                                            |
| (10491) 1986 QS1                         | 1986 QS1             | 27 серпня 1986    | Обсерваторія Ла-Сілья               | Анрі Дебеонь                                           |
| (10492) 1986 QZ1                         | 1986 QZ1             | 28 серпня 1986    | Обсерваторія Ла-Сілья               | Анрі Дебеонь                                           |
| (10493) 1986 QH2                         | 1986 QH2             | 28 серпня 1986    | Обсерваторія Ла-Сілья               | Анрі Дебеонь                                           |
| (10494) 1986 QO3                         | 1986 QO3             | 29 серпня 1986    | Обсерваторія Ла-Сілья               | Анрі Дебеонь                                           |
| (10495) 1986 RD                          | 1986 RD              | 8 вересня 1986    | Обсерваторія Брорфельде             | Поуль Єнсен                                            |
| (10496) 1986 RK                          | 1986 RK              | 11 вересня 1986   | Обсерваторія Брорфельде             | Поуль Єнсен                                            |
| (10497) 1986 RQ                          | 1986 RQ              | 11 вересня 1986   | Обсерваторія Брорфельде             | Поуль Єнсен                                            |
| 10498 Бобґент (Bobgent)                  | 1986 RG3             | 11 вересня 1986   | Станція Андерсон-Меса               | Едвард Бовелл                                          |
| (10499) 1986 RN5                         | 1986 RN5             | 7 вересня 1986    | Обсерваторія Ла-Сілья               | Анрі Дебеонь                                           |
| 10500 Нісікоен (Nishi-koen)              | 1987 GA              | 3 квітня 1987     | Станція Аясі обсерваторії Сендай    | Масахіро Коїсікава                                     |

| ← Астероїди 10001—20000 → |             |             |             |             |             |             |             |             |             |
| 10001—10100               | 11001—11100 | 12001—12100 | 13001—13100 | 14001—14100 | 15001—15100 | 16001—16100 | 17001—17100 | 18001—18100 | 19001—19100 |
| 10101—10200               | 11101—11200 | 12101—12200 | 13101—13200 | 14101—14200 | 15101—15200 | 16101—16200 | 17101—17200 | 18101—18200 | 19101—19200 |
| 10201—10300               | 11201—11300 | 12201—12300 | 13201—13300 | 14201—14300 | 15201—15300 | 16201—16300 | 17201—17300 | 18201—18300 | 19201—19300 |
| 10301—10400               | 11301—11400 | 12301—12400 | 13301—13400 | 14301—14400 | 15301—15400 | 16301—16400 | 17301—17400 | 18301—18400 | 19301—19400 |
| 10401—10500               | 11401—11500 | 12401—12500 | 13401—13500 | 14401—14500 | 15401—15500 | 16401—16500 | 17401—17500 | 18401—18500 | 19401—19500 |
| 10501—10600               | 11501—11600 | 12501—12600 | 13501—13600 | 14501—14600 | 15501—15600 | 16501—16600 | 17501—17600 | 18501—18600 | 19501—19600 |
| 10601—10700               | 11601—11700 | 12601—12700 | 13601—13700 | 14601—14700 | 15601—15700 | 16601—16700 | 17601—17700 | 18601—18700 | 19601—19700 |
| 10701—10800               | 11701—11800 | 12701—12800 | 13701—13800 | 14701—14800 | 15701—15800 | 16701—16800 | 17701—17800 | 18701—18800 | 19701—19800 |
| 10801—10900               | 11801—11900 | 12801—12900 | 13801—13900 | 14801—14900 | 15801—15900 | 16801—16900 | 17801—17900 | 18801—18900 | 19801—19900 |
| 10901—11000               | 11901—12000 | 12901—13000 | 13901—14000 | 14901—15000 | 15901—16000 | 16901—17000 | 17901—18000 | 18901—19000 | 19901—20000 |